# Белоязычный ураспис
Белоязычный ураспис (лат. Uraspis helvola) — вид лучепёрых рыб из семейства ставридовых. Широко распространены в тропических и тёплых умеренных водах всех океанов. Максимальная длина тела 58 см. Морские бентопелагические рыбы. Обитают в прибрежных водах на глубине до 300 м. Имеют местное промысловое значение.

## Описание
Тело удлинённое, овальной формы, немного сжато с боков. Верхний профиль тела выпуклый, а нижний — немного выпуклый до истмуса, а затем прямой до начала второго спинного плавника. Рыло закруглённое. Окончание верхней челюсти доходит до вертикали, проходящей через начало или середину глаза. Глаза относительно небольшие, их диаметр укладывается 4,4—4,7 раз в длину головы. Зубы на обеих челюстях мелкие, заострённые, конической формы, обычно немного загнутые назад; у мелких особей расположены в 2—4 неровных ряда, а у особей длиной более 28 см — в один ряд. На первой жаберной дуге 19—24 жаберные тычинки (включая рудиментарные), из них на верхней части 3—7, а на нижней части 13—17 жаберных тычинок. Два спинных плавника. В первом спинном плавнике 8 коротких тонких жёстких лучей (последние 2—3 луча скрыты под кожей и не видны у крупных особей), а во втором — 1 жёсткий и 25—32 мягких лучей. В анальном плавнике 1 колючий и 19—23 мягких лучей, перед плавником расположены 2 колючки (скрыты под кожей и почти незаметны). Грудные плавники очень длинные у молоди, серповидной формы; по мере роста рыб их относительная длина уменьшается; в прижатом состоянии окончание плавника доходит до точки перехода выгнутой части боковой линии в прямую. Брюшные плавники удлинённые у мелких особей, у крупных особей длиной более 25 см относительно короткие. Боковая линия делает высокую дугу в передней части, а затем идёт прямо до хвостового стебля. Длина хорды выгнутой части боковой линии примерно равна длине прямой части. В выгнутой части 48—66 чешуй; в прямой части 23—40 костных щитков. У особей мельче 20 см некоторые шипики на щитках направлены вперёд, количество таких шипиков снижается по мере роста рыб. Нижняя часть груди до начала брюшных плавников без чешуи, отделена широкой полосой чешуй от голого участка у оснований грудных плавников. У крупных особей по бокам хвостового стебля проходят два слабо выраженных киля. Хвостовой плавник раздвоенный. Позвонков: 10 туловищных и 14 хвостовых.
Голова и тело очень тёмные, свинцового или тёмно-синего цвета, несколько светлее в нижней части. Язык, нёбо и низ рта белые или кремовые, остальная часть рта тёмно-синяя. По бокам тела проходят 6—7 вертикальных тёмных полос тёмно-синего цвета; ширина полос превышает расстояние между полосами; у особей длиной менее 10 см полосы заходят на спинной и анальный плавники. Мягкие части второго спинного и анального плавников гиалиновые или чёрные; верхние части бледные. У особей длиной до 10 см брюшные плавники чёрные, но быстро становятся бледно-белыми у более крупных рыб. Хвостовой плавник желтоватый с черноватыми краями.
Максимальная длина тела — 58 см, обычно до 35 см.

## Ареал и места обитания
Широко распространены в Индо-Тихоокеанской области от юга Африки до Красного моря, включая Мадагаскар и Сейшельские острова; вдоль побережья Южной и Юго-Восточной Азии до Южно-Китайского моря; в Тихом океане встречаются до Гавайских островов и океанических островов в восточной Пацифике. 
Морские бентопелагические рыбы. Обитают на континентальном шельфе и у океанических островов на глубине от 50 до 300 м. Ведут ночной одиночный образ жизни, иногда образуют небольшие стаи.